# Лагно Діонісій Андронікович
Денис Лагно (1878 — після 1907) — українські державні діячі, депутат другої Державної Думи від Київської губернії, член Трудової групи. 

## Життєпис
Денис Лагно народився в селі Нова Оситна Чигиринського повіту Київської губернії. Закінчив церковно-приходську школу. Власник двох десятин землі, займався столярним ремеслом. 

## Політична діяльність
6 лютого 1907 — обраний до другої Державної Думи на з'їзді уповноважених від волостей Київської губернії. Будучи депутатом, увійшов до Трудової групи і фракції Селянської Спілки. Був членом комісії з перетворення місцевого суду. Після розпуску другої Думи в депутати більше не переобирався. Подальша доля Лагна невідома. 